# Holopogon sapphirus
Holopogon sapphirus är en tvåvingeart som beskrevs av Martin 1967. Holopogon sapphirus ingår i släktet Holopogon och familjen rovflugor. Inga underarter finns listade i Catalogue of Life.